# Diospyros macrophylla
Diospyros macrophylla är en tvåhjärtbladig växtart som beskrevs av Carl Ludwig von Blume. Diospyros macrophylla ingår i släktet Diospyros och familjen Ebenaceae. Inga underarter finns listade i Catalogue of Life.

## Bildgalleri

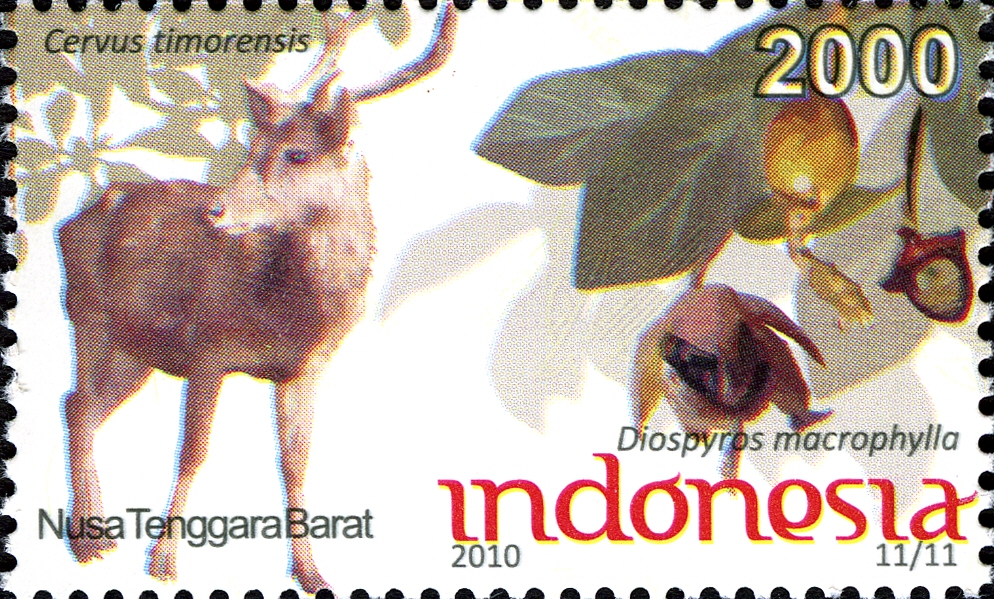